# Jausiers
Jausiers település Franciaországban, Alpes-de-Haute-Provence megyében. Lakosainak száma 1142 fő (2022. január 1.). Jausiers La Condamine-Châtelard, Enchastrayes, Faucon-de-Barcelonnette, Uvernet-Fours, Saint-Dalmas-le-Selvage, Saint-Étienne-de-Tinée és Val-d'Oronaye községekkel határos.

## Népesség
A település népességének változása:
| Lakosok száma | 628  | 747  | 860  | 1013 | 1134 | 1133 | 1130 | 1132 | 1137 | 1142 |
|               | 1968 | 1982 | 1990 | 2006 | 2013 | 2015 | 2017 | 2019 | 2020 | 2022 |